# Thaumatocephalus mandibularis
Thaumatocephalus mandibularis là một loài tò vò trong họ Ichneumonidae.